# Syringodes rubicundus
Syringodes rubicundus är en insektsart som först beskrevs av Haan 1842.  Syringodes rubicundus ingår i släktet Syringodes och familjen Diapheromeridae. Inga underarter finns listade i Catalogue of Life.